# Daphnopsis guaiquinimae
Daphnopsis guaiquinimae är en tibastväxtart som beskrevs av J.A. Steyermark. Daphnopsis guaiquinimae ingår i släktet Daphnopsis och familjen tibastväxter. Inga underarter finns listade i Catalogue of Life.